# Anna Pawlusiak
Anna Pawlusiak, po mężu Dobija (ur. 10 lutego 1952 w Wilkowicach) – polska biegaczka narciarska, olimpijka z Innsbrucku 1976.
Czołowa polska biegaczka narciarska lat 70. XX wieku. Zawodniczka klubu LKS Wilkowice i BBTS Włókniarz Bielsko-Biała.
Wielokrotna medalistka mistrzostw Polski:
- złota
  - w biegu na 5 km w latach 1973-1975,1977,
  - w biegu na 10 km w latach 1975-1978,
  - w biegu na 20 km w roku 1978,
  - w sztafecie 4 × 5 km w latach 1977-1983
- srebrna
  - w biegu na 5 km w latach 1978-1979,
  - w biegu na 10 km w roku 1973,
  - w sztafecie 4 × 5 km w latach 1974, 1976.

Uczestniczka mistrzostw świata w 1974 w Falun, gdzie zajęła 31. miejsce w biegu na 5 km oraz 7. miejsce w sztafecie 4 × 5 km.
Na igrzyskach olimpijskich w roku 1976 w Innsbrucku w biegach indywidualnych zajęła 25. miejsce w biegu na 5 km, 26. miejsce w biegu na 10 km, a w sztafecie 4 × 5 km (partnerkami były:Anna Gębala, Maria Trebunia, Władysława Majerczyk) zajęła 8. miejsce.
Siostra olimpijczyków Józefa, Stanisława i Tadeusza oraz trenera narciarskiego Piotra.